# Forum Informationsfreiheit
Das Forum Informationsfreiheit ist ein österreichischer Verein, der sich für die Abschaffung des Amtsgeheimnisses und für die Einführung eines Informationsfreiheitsgesetzes einsetzt.

## Geschichte
2011 starteten der ehemalige Profil-Journalist Josef Barth und der Politikwissenschaftler Hubert Sickinger den Blog amtsgeheimnis.at, mit dem Ziel, öffentlich auf die Verweigerung von Auskünften durch österreichische Behörden hinzuweisen. Blogbeiträge wurden regelmäßig in der österreichischen Tageszeitung Der Standard veröffentlicht.
2013 initiierte Josef Barth eine Kampagne zur Einführung eines Informationsfreiheitsgesetzes in Österreich und zur Abschaffung des Amtsgeheimnisses. Am 28. September 2013, dem Internationalen Tag des allgemeinen Informationszugangs, folgte die Gründung des Forums Informationsfreiheit.
Den Vorstand des Forum Informationsfreiheit bilden (Stand: Februar 2023):
- Mathias Huter, Obmann
- Alexander Wacker, Obmann-Stellvertreter
- Markus Hametner, Kassier

## Ziel Informationsfreiheit
Das Forum Informationsfreiheit setzt sich für die Abschaffung des Amtsgeheimnisses ein, das in Österreich Teil der Bundesverfassung ist. Eine zentrale Forderung des Forums Informationsfreiheit ist die Einführung eines österreichischen Informationsfreiheitsgesetzes. Für ein Informationsfreiheitsgesetz gab es in Österreich bereits Bestrebungen unterschiedlicher Regierungen, bisher wurde es jedoch nicht umgesetzt.
2013 und 2014 wurden erste Entwürfe für ein Informationsfreiheitsgesetz durch die Bundesregierungen Faymann I und Faymann II erstellt. Die unter Josef Ostermayer und Thomas Drozda erstellten Entwürfe wurden über mehrere Jahre verhandelt und von unterschiedlichen Organisationen und der Opposition kritisiert. Das Forum Informationsfreiheit kritisierte dabei mögliche Behördenwillkür, zu lange Wartezeiten und unklare Zuständigkeiten. Nach langen Diskussionen und Verhandlungen scheiterte 2017 die Einführung eines Informationsfreiheitsgesetzes.
Im Regierungsprogramm Kurz II wurde die Einführung eines Informationsfreiheitsgesetzes ebenfalls als Zielsetzung genannt, im Februar 2021 wurde dazu ein Entwurf vorgelegt. Neben anderen Organisationen kritisierte auch das Forum Informationsfreiheit diesen Entwurf. Streitpunkte sind wiederum die Fristen, innerhalb derer Behörden Informationen zur Verfügung stellen müssen, sowie die Schaffung eines unabhängigen Informationsbeauftragten. Im Dezember 2022 initiierte das Forum Informationsfreiheit eine gemeinsame Besprechung zwischen verschiedenen NGOs und den zuständigen Bundesministern Kogler und Edtstadler. Kurz darauf kündigte Karoline Edtstadler an, das Gesetz mit eingearbeiteten Kritikpunkten in der laufenden Legislaturperiode umsetzen zu wollen.
Vorschläge für ein österreichisches Informationsfreiheitsgesetz wurden in der Vergangenheit auch durch die Grünen, die NEOS und die Liste Jetzt vorgelegt und vom Forum Informationsfreiheit kommentiert.

## Aktivitäten
Das Forum Informationsfreiheit verfasst regelmäßig Stellungnahmen zu Gesetzesentwürfen rund um das Thema Informationsfreiheit.
Die Proponenten des Forums Informationsfreiheit gehen immer wieder juristisch gegen die Verweigerung zur Herausgabe von Informationen durch österreichische Behörden vor. So wurde z. B. 2015 die Veröffentlichung des Kaufvertrages der österreichischen Eurofighter beantragt, 2022 wurde eine erste Version des Vertrages übermittelt. Weitere Verfahren betreffen u. a. die Stadt Wien und das Land Niederösterreich. In beiden Fällen wurde die Verwaltung durch den Verwaltungsgerichtshof zur Herausgabe von Dokumenten an Journalisten verpflichtet.
Das Forum Informationsfreiheit betreibt mehrere Webseiten mit unterschiedlichen Zielsetzungen:
- www.fragdenstaat.at – Über die Website können Bürger nach dem seit 1987 existierenden Auskunftspflichtgesetz Informationen bei Behörden anfordern. Die Website ist ein Schwesterprojekt der gleichnamigen Initiative der Open Knowledge Foundation in Deutschland.[37][38][39]
- www.offenevergaben.at – Die Website sammelt Informationen zu Ausschreibungen und zur Vergabe öffentlicher Aufträge und macht diese zugänglich und durchsuchbar.[40][41]
- www.parteispenden.at – Die Website sammelt Informationen zur Finanzierung der österreichischen Parteien aus unterschiedlichen Quellen (z. B. Rechenschaftsberichte) und bündelt diese.[42][43]

Das Forum Informationsfreiheit vergibt jährlich den Negativpreis „Mauer des Schweigens“, der auf Intransparenz bei Behörden aufmerksam machen soll. Unter anderem wurde der Preis bereits an Gernot Blümel (2021) und Beate Hartinger-Klein mit ihrem Kabinett (2022) verliehen. Seit 2018 wird zudem der Sonderpreis „Goldener Informationsfilter“ verliehen.

## Auszeichnungen
2013 erhielten Josef Barth und das Forum Informationsfreiheit den Concordia-Preis für Pressefreiheit. 2014 wurde das Forum Informationsfreiheit für seinen Einsatz gegen das Amtsgeheimnis mit dem Demokratiepreis der Margaretha Lupac-Stiftung ausgezeichnet.
2023 wurde dem Forum Informationsfreiheit der Preis für Freies Wissen 2023 durch Wikimedia Österreich verliehen.

## Finanzierung
Das Forum Informationsfreiheit finanziert sich mehrheitlich über Spenden. Darüber hinaus wurden bereits mehrere Projekte über Förderungen der österreichischen Internet Privatstiftung finanziert.
Die Finanzen des Forum Informationsfreiheit sind öffentlich einsehbar.